# Georg Richter (Fußballspieler)
Georg Richter (* 1887 oder 1888; † 9. April 1977 in Bremen) war ein deutscher Fußballspieler.

## Karriere
Richter gehörte dem VfB Leipzig an, für den er im Gau Nordwestsachsen von 1912 bis 1914 Punktspiele bestritt. In dieser Zeit gewann er je einmal die Meisterschaft im Gau Nordwestsachsen, die Mitteldeutsche Meisterschaft und die Deutsche Meisterschaft.
Schloss seine Mannschaft die Saison 1911/12 noch als Zweitplatzierter – drei Punkte hinter der SpVgg 1899 Leipzig – ab, so gewann sie aufgrund der Punktgleichheit in der Folgesaison das Entscheidungsspiel gegen eben jenen Kontrahenten am 16. März 1913 mit 2:1. Nachdem auch das Finale in der Gruppe A der Meisterschaftsendrunde am 6. April 1913 gegen den Halleschen FC 1896 mit 2:0 gewonnen werden konnte, war man auch am 13. April 1913 im Erfurter Finale um die Mitteldeutsche Meisterschaft mit 6:0 über den Coburger FC erfolgreich. Daraufhin bestritt er alle drei Endrundenspiele um die Deutsche Meisterschaft, einschließlich des am 11. Mai 1913 in München gegen den Duisburger SpV mit 3:1 gewonnenen Finales. In der am 27. April 1913 ausgetragenen Halbfinalbegegnung mit dem BTuFC Viktoria 89 aus Berlin erzielte er beim 3:1-Sieg das Tor zum 2:0 in der 26. Minute. Als Titelverteidiger war er mit seiner Mannschaft erneut in der Endrunde um die Deutsche Meisterschaft vertreten; seine letzten drei Endrundenspiele waren das am 3. Mai 1914 mit 4:1 gewonnene Viertelfinale beim SV Prussia-Samland Königsberg, das am 17. Mai 1914 in Leipzig mit 1:0 gewonnene Halbfinale gegen den Duisburger SpV und das am 31. Mai 1914 in Magdeburg mit 2:3 n. V. verlorene Finale gegen die SpVgg Fürth.
Er starb in Bremen im Alter von 89 Jahren.

## Erfolge
- Deutscher Meister 1913
- Zweiter der Deutschen Meisterschaft 1914
- Mitteldeutscher Meister 1913
- Gaumeister Nordwestsachsen 1913